# Kallocaina
Kallocaina (Kallocain) è un romanzo della scrittrice svedese Karin Boye pubblicato nel 1940, un anno prima della morte dell'autrice. È la sua opera più nota.
Scritto in forma di diario, è un romanzo distopico, spesso accostato a 1984 di George Orwell, pubblicato 9 anni dopo, e Il mondo nuovo di Aldous Huxley, in cui è presente una critica all'Unione Sovietica e della Germania nazista.

## Trama
In un futuro distopico, i cittadini sono costantemente monitorati dallo Stato Universale. Il loro compito è quello di servire lo Stato tramite il lavoro, il dovere militare e la crescita demografica. Leo Kall, il protagonista, è uno scienziato sposato e padre di tre figli. Di giorno esercita la professione di chimico, di sera, come gli altri uomini di Kemistaden, è costretto a svolgere il servizio militare. Le persone non solo devono attenersi ad orari di lavoro precisi, ma sono vincolate anche da momenti che regolano i rapporti familiari e di coppia, apatici e privi di sentimento. Leo Kall è anche l'autore di un'invenzione che avrà effetti sconvolgenti sulla società. Si tratta della Kallocaina, una "droga della verità" che costringe chiunque la assuma a rivelare i propri pensieri senza filtri, garantendo sicurezza e stabilità nella società. Leo inizia la sua scalata sociale grazie al prestigio della sua invenzione, ma comprende che verità e potere non sono concetti conciliabili e inizia ad avere una percezione diversa del mondo, riconsiderando la natura di sentimenti che aveva sempre negato a se stesso, come l'amore, la libertà e altri ideali senza i quali la vita risulterebbe priva di ogni valore e significato.
Uno dei compiti fondamentali che lo Stato assegna ai soldati è quello di individuare i traditori del regime; il rapporto di sfiducia e diffidenza che regna fra i soldati è lo stesso che vige tra i membri di una stessa famiglia.

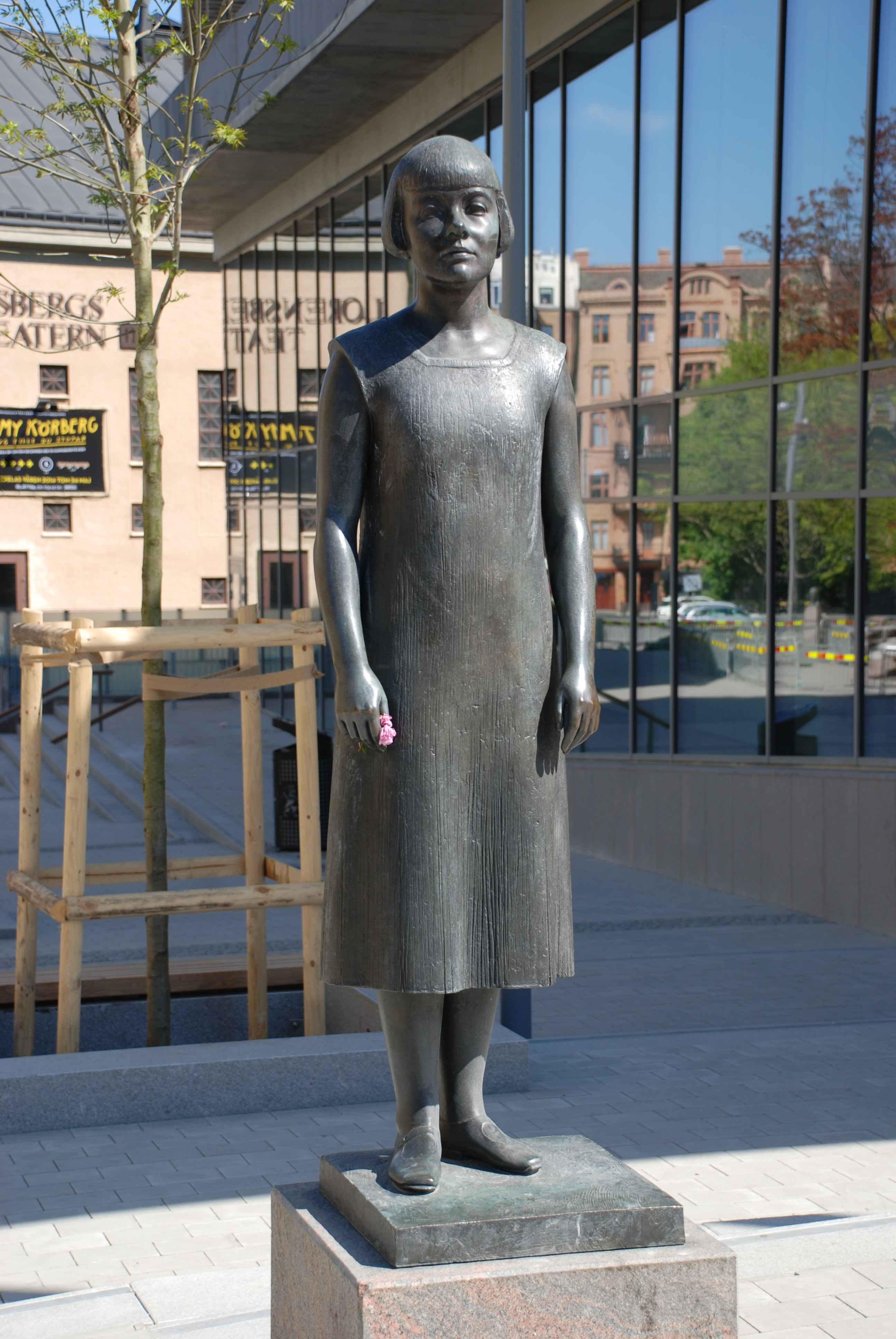
Statua di Karin Boye fuori dalla Stadsbiblioteket di Göteborg.

## Critica
Per le tematiche affrontate, Kallocaina è stato accostato ai romanzi distopici 1984 di Orwell e Il mondo nuovo di Huxley. Anche in Kallocaina, come nell'opera di Huxley, viene somministrata una droga con lo scopo di instupidire e manipolare le persone e impedire loro di provare sentimenti, ritenuti nocivi per il funzionamento della società. Inoltre, anche in Kallocaina lo Stato controlla la crescita dei soldati fin dalla tenera età, quando i bambini vengono sottratti alle famiglie per ricevere un'educazione di stampo militare. A differenza de Il mondo nuovo, però, in Kallocaina la funzione riproduttiva della donna è ancora di fondamentale importanza per la società: è infatti grazie alla riproduzione biologica che viene fornita forza lavoro allo Stato. Tuttavia, la maternità non è intesa come rapporto affettivo tra madre e figlio: nel regime dello Stato Universale le donne devono dare alla luce bambini, ma questi apparterranno allo Stato anziché alla famiglia.
Ad avvicinare Kallocaina a 1984 è la sottomissione dell'individuo allo Stato: nel romanzo di Boye, infatti, le persone sono costrette a vivere e lavorare per lo Stato, esattamente come succede nel mondo descritto da Orwell. Tutti sono costantemente controllati in 1984, come accade anche per i personaggi in Kallocaina, nonostante siano forme di controllo diverse. Benché il controllo esercitato dai due regimi sia molto rigido, in Kallocaina un traditore dello Stato verrebbe punito tramite una sua richiesta di perdono via radio, mentre in 1984 si rischierebbe la carcerazione o addirittura la pena di morte. Un'altra differenza tra i due romanzi sta nel personaggio principale; Leo dimostra amore per lo Stato, Winston è contrario al regime del Grande Fratello e ne disprezza le politiche fin dall'inizio. Un fattore comune a tutti e tre i romanzi è la tecnologia: essa si contrappone alla natura ed è rappresentata dall'ambiente industriale, che svolge un ruolo centrale nelle tre opere. Ciò che invece contraddistingue la distopia di Boye dalle altre è la concezione di dittatura, qui intesa come agente interno all'animo del protagonista, anziché elemento esterno ai personaggi.
La voce femminile emerge di rado nel romanzo, dando quasi l'impressione che il punto di vista sia quello di un uomo. Quando, tuttavia, essa si esprime, lo fa in tutta la sua lucidità e determinazione. Ne rappresenta un esempio il passaggio in cui Kall, tormentato dal dubbio che la moglie Linda possa tradirlo, le inietta una dose di droga in maniera assolutamente illecita. Anche se ad essere violati sono solo i pensieri, questa è una scena che, allegoricamente, viene interpretata come una violenza sessuale, e non è un caso che segni un importante momento di svolta nella vicenda. Dopo questo episodio, infatti, Linda prende finalmente la parola e passa in rassegna il suo ruolo di donna e madre in poche pagine di grande rilevanza.

## Riconoscimenti
Nel 2016 il romanzo è stato candidato al premio Retro Hugo come migliore romanzo fantascientifico del 1941.

## Edizioni
- (SV) Karin Boye, Kallocain, 1940.
- Karin Boye, Kallocaina, traduzione di Barbara Alinei, 1993, ISBN 88-7091-034-2.

## Adattamenti
Nel 1981 la televisione svedese adattò una mini-serie in due episodi su Kallocaina diretta da Hans Abramson.
Nel 2015 la scrittrice Johanna Nilsson pubblicò il sequel di Kallocaina, dal titolo Det grönare djupet.

## Influenza culturale
Il gruppo musicale progressive rock svedese Paatos ha intitolato al romanzo un album del 2004, Kallocain.